# اتفاقية الإرهاب النووي
اتفاقية الإرهاب النووي رسميا الاتفاقية الدولية لقمع أعمال الإرهاب النووي هي معاهدة الأمم المتحدة التي تهدف إلى تجريم أعمال الإرهاب النووي وتعزيز تعاون الشرطة والقضاء لمنع والتحقيق فيها ومعاقبة تلك الأعمال عام 2005. اعتبارا من ديسمبر 2014 فإنه يوجد 115 توقيع و99 دولة عضو في الاتفاقية بما في ذلك القوى النووية الصين وفرنسا والهند وروسيا والمملكة المتحدة. وقد وقعت الولايات المتحدة على المعاهدة ولكن لم تصدق عليها.
تشمل الاتفاقية مجموعة واسعة من الأفعال والأهداف المحتملة بما في ذلك محطات الطاقة النووية والمفاعلات النووية وتغطي التهديدات ومحاولات لارتكاب هذه الجرائم أو المشاركة فيها كشريك. ينص على أن المجرمين يجب إما تسليمهم أو محاكمتهم. تشجع الدول على التعاون في منع الهجمات الإرهابية من خلال تبادل المعلومات ومساعدة بعضها البعض في اتصال مع التحقيقات الجنائية وإجراءات التسليم. تتعامل مع كل حالات الأزمات ومساعدة الدول على حل حالات وحالات ما بعد الأزمة من خلال تقديم المواد النووية الآمنة من خلال الوكالة الدولية للطاقة الذرية.

## تعريف جريمة الإرهاب النووي
تعرف المادة 2 من الاتفاقية جريمة الإرهاب النووي على النحو التالي:
- أي شخص مرتكب للجريمة بالمعنى المقصود في هذه الاتفاقية إذا كان هذا الشخص تعمد:
  - حيازة مادة مشعة أو صنع أو حيازة جهاز:
    - بقصد التسبب في وفاة أو إصابة بدنية خطيرة.
    - بقصد إحداث أضرار فادحة في الممتلكات أو البيئة.

  - يستخدم بأي شكل من الأشكال مواد مشعة أو جهاز أو يستخدم أو يضر منشأة نووية بطريقة تصدر أو مخاطر الإفراج عن المواد المشعة:
    - بقصد التسبب في وفاة أو إصابة بدنية خطيرة.
    - بقصد إحداث أضرار فادحة في الممتلكات أو البيئة.
    - بقصد إكراه شخص طبيعي أو اعتباري أو منظمة دولية أو دولة على القيام أو الامتناع عن القيام به.

وفي الوقت نفسه المادة 4 تستبعد صراحة تطبيق الاتفاقية على استخدام الأجهزة النووية أثناء النزاعات المسلحة دون الاعتراف بمشروعية استخدام الأسلحة النووية:
- ليس في هذه الاتفاقية ما يمس الحقوق والالتزامات والمسؤوليات للدول والأفراد بموجب القانون الدولي ولا سيما مقاصد ومبادئ ميثاق الأمم المتحدة والقانون الإنساني الدولي.
- على أنشطة القوات المسلحة خلال نزاع مسلح حسبما يفهم من تلك التعابير في إطار القانون الإنساني الدولي والتي يحكمها هذا القانون لا تسري هذه الاتفاقية بالأنشطة التي تضطلع بها القوات المسلحة لدولة في ممارستهم الواجبات الرسمية بقدر ما تنظم قواعد أخرى من القانون الدولي التي لا تسري على هذه الاتفاقية.
- لا يجوز تفسير أحكام الفقرة 2 من هذه المادة على أنها تعني التغاضي أو إجراء أعمال غير مشروعة على خلاف ذلك أو تستبعد ملاحقة مرتكبيها قضائيا بموجب قوانين أخرى.
- لا تتناول هذه الاتفاقية ولا يمكن تفسيرها على أنها تتناول بأي شكل من الأشكال قضية شرعية استخدام أو التهديد باستخدام الأسلحة النووية من جانب الدول.